# Medina di Susa
La Medina di Susa è la parte più antica della città tunisina. Dal 1988 è un Patrimonio dell'umanità dell'UNESCO.

## Descrizione
Il quartiere rispecchia il tipico stile urbanistico arabo, adattato alle necessità difensive di un insediamento posto sul mare e, pertanto, in passato a rischio di incursione da parte di pirati. La medina è uno dei pochi insediamenti, che sono rimasti intatti sino ai nostri giorni, di architettura islamica adattata a fini militari per la difesa della costa, realizzata nei primi secoli di vita dell'Islam. All'interno della medina trovano collocazione diversi edifici, quali ad esempio la grande Moschea, che riflettono uno stile robusto e imponente. La medina ha al suo interno diversi quartieri con strade tortuose e strette.